# На Кожум'яках
«На Кожум'яках» — міщанська комедія на 5 дій українського прозаїка і драматурга Івана Нечуя-Левицького.
Уперше п'єсу надруковано окремим виданням 1875 року в Києві.

## Сюжет
Події в п'єсі розвиваються в трагікомічному плані на Кожум'яках, в історичній місцевості у Подільському районі Києва. Тут за часів Київської Русі жили прості ремісники-кожум'яки. Збанкрутілий цилюрник Свирид Гострохвостий, керуючись корисливими мотивами, сватається до Єфросини Рябкової, бажаючи заволодіти її статками. Паралельно залицяється він і до Оленки Скавичівни — двоюрідної сестри Єфросини. У результаті його викривають, і проганяють із власного весілля.
Іван Нечуй-Левицький порушує проблему перевертництва. Свирид Гострохвостий та Єфросина Рябко прагнуть показати свою освіченість, вищість над іншими людьми. Усе це викликає сміх.

## Дійові особи
- Сидір Свиридович Рябко — київський міщанин, має крамницю на Подолі.
- Євдокія Корніївна — його дружина.
- Євфросина — їх дочка.
- Горпина Корніївна Скавичиха — сестра Євдокії, перекупка, вдова; перепродує яблука.
- Оленка — її дочка.
- Свирид Іванович Гострохвостий — цилюрник.

Найколоритніша постать у творі — Свирид Гострохвостий. Він є типовим представником здеморалізованої міщанської молоді. У гумористичному плані змальовано в комедії й Єфросину Сидорівну. Гострохвостий та Євфросина трохи закидають по-московськи.

## Історія видання[1]

### Видання 1875 року
Закінчивши 1874 р. п'єсу, Нечуй-Левицький надіслав її до цензури. Про це він писав у листі до Володимира Барвінського від 22 лютого 1875 р.:
Я оце подав в цензуру на Різдво нову комедію в 5-ти діях: «На Кожум'яках» з київського міщанського життя… Все це й досі спочиває в цензора. Комедію передайте, будьте ласкаві, для галицького театру, кому там треба буде передати, як тільки доведеться Вам її дістати од нас. «Марусю Богуславку» можна, здається, всю напечатати в «Правді», а комедія велика: не влізе в «Правду»; хіба напечатайте котру-небудь дію або сцени деякі".
Цензурний дозвіл було одержано 7 січня 1875 р., і комедія вийшла окремим виданням у Києві.

### Видання 1887 року
У процесі підготовки п'єси до другого видання Нечуй-Левицький уточнив заголовок:, якщо у виданні 1875 р. п'єса називалась «На Кожум'яках. Комедія в п'яти діях», то у виданні 1887 р.— «На Кожум'яках, Міщанська комедія на 5 дій». Вніс зміни у склад дійових осіб, зокрема викреслив у другому виданні Василя Небораку, поліцейського.
Значну роботу провів письменник і над текстом твору. Авторська правка полягала в скороченні окремих сцен. Зовсім знято вихід, у якому в гостро сатиричному плані зображено царську поліцію. Письменник знімає і благополучний кінець примирення родичів. Закінчується комедія у другому виданні виходом, у якому Сидір Свиридович запрошує гостей до хати.
Цензурний дозвіл було одержано 9 вересня 1886 р., і у 1887 р. в Києві твір вийшов під назвою «На Кожум'яках. Міщанська комедія на 5 дій. Друге виправлене видання Івана Левицького».

## Переробка п'єси Михайлом Старицьким
Створена Іваном Нечуєм-Левицьким у 1875-му році комедія «На Кожум'яках» не отримала належного успіху. П'єсу визнали малосценічною, не придатною для театральної постановки.
Комедія була перероблена і вперше за підписом І. Нечуя-Левицького та М. Старицького надрукована 1890 р. у збірці творів М. Старицького «Малороссийский театр» під заголовком «Панська губа, та зубів нема. (За двома зайцями). Комедія із міщанського побиту. З співами й танцями в IV діях».
У листі від 17 березня 1883 р. М. Старицький писав до І. Нечуя-Левицького:
Дорогий і вельмишановний Іван Семенович! Драматичний комітет мені допоручив переглядіть Ваші «Кожум'яки» і виробить план, як би їх пририхтувать до сцени. Я зробив це і читав свій план, і його дуже хвалили; отож тепер засилаю його до Вас на санкцію. Будьте ласкаві, прочитавши, найшвидше його повертайте назад з одповіддю. […] Также тут треба додати і мені наполовину праці, то чи не дозволите мені узятись за це і чи не признаєте в такім разі правильним, щоб і я коло Вашої фамілії поставив свою, себто щоб було написано: комедія Левицького — Старицького? Коли згода, то продивіться план, зробіть свої уваги і пришліть мені його зараз же, тоді я мерщій візьмусь до діла. Хоч у моєму плані і стоять деякі фрази, але це тільки нарис, про що буде розмова, — у настоящій комедії вони можуть бути зовсім інакшими".
Від того часу комедія не сходить зі сцени. Вона надихнула колектив Київської студії художніх фільмів ім. Довженка на створення кінофільму «За двома зайцями».